# 大下香奈
大下 香奈（おおした かな、1977年11月24日 -）は、日本のフリーアナウンサー、歌手。

## 経歴
愛媛県今治市生まれ。
愛媛県立今治西高等学校、松山大学を経て、2001年3月、NHK松山放送局の契約キャスターとなり、2004年1月、テレビ愛媛にアナウンサーとして入社。2010年12月に退社後はフリーランスに転向。
血液型はA型。趣味は温泉巡り、ゴルフ、歌。

## 歌手としての活動
- 2002年、松山市で行われた歌謡大会にてグランドチャンピオンに輝く。その大会の審査員をしていた作曲家・三木たかしに見込まれ、2006年9月20日「涙にかえてほほえみを」（ドリーミュージック）でCDデビューを果たした。
- フリーアナウンサーの活動の傍ら、歌手活動を続けている。

### ディスコグラフィ
シングル
1. 「涙にかえてほほえみを」「月の光に...」：2006年9月20日（ドリーミュージック）
2. 「さくらの花よ 泣きなさい」「星から金の粉キララ...」：2007年2月21日（ドリーミュージック）
さくらの花よ 泣きなさい：2007年3月、CBCラジオ「一緒に歌お！CBCラジオ3月のうた」選定
3. 「哀しみのサンバ」「もう一度…」：2012年10月17日（ホリデージャパン）
4. 「最後の夜だから」「ナユタの花」：2014年5月21日（ホリデージャパン）
5. 「グラスの向こうは…赤いジャズ」「やさしい雨（アイリッシュver.）」：2016年7月27日（ホリデージャパン）
6. 「君のためにできること」「君のためにできること（オリジナルカラオケver.）」：堀江淳 作詞・作曲、2018年10月24日（ホリデージャパン）[1]

## 担当番組
- 新鮮!まる生愛媛（テレビ愛媛）
- 歌う!セールスマン（チバテレ、2013年10月 - 2020年9月）
- 鶴ツル（あいテレビ、2016年4月-2022年3月）